# Julius Spohn

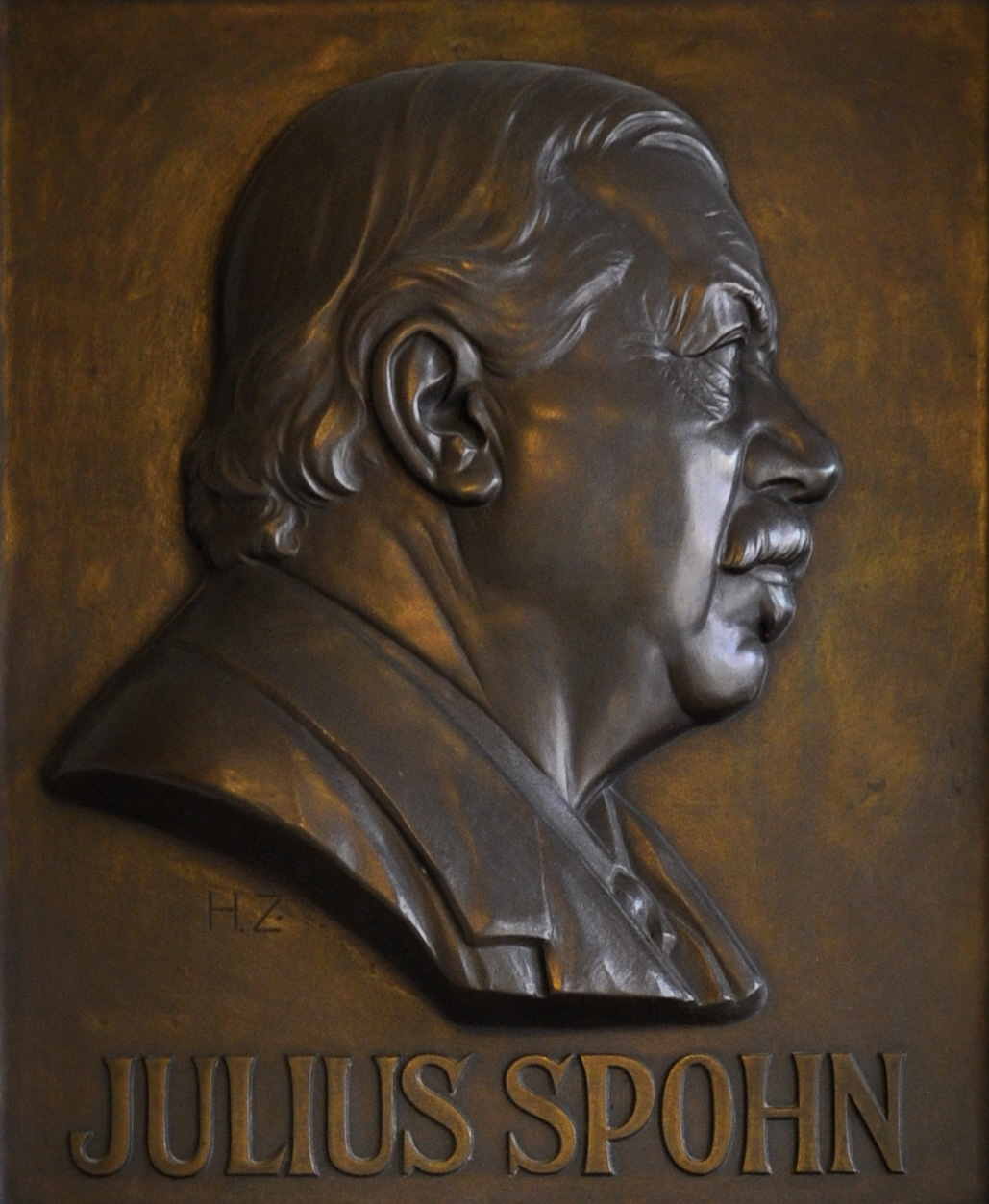
Portraitrelief des Mäzens Julius Spohn an einer Gedenktafel der Stadt Ravensburg im Konzerthaus Ravensburg (1911)

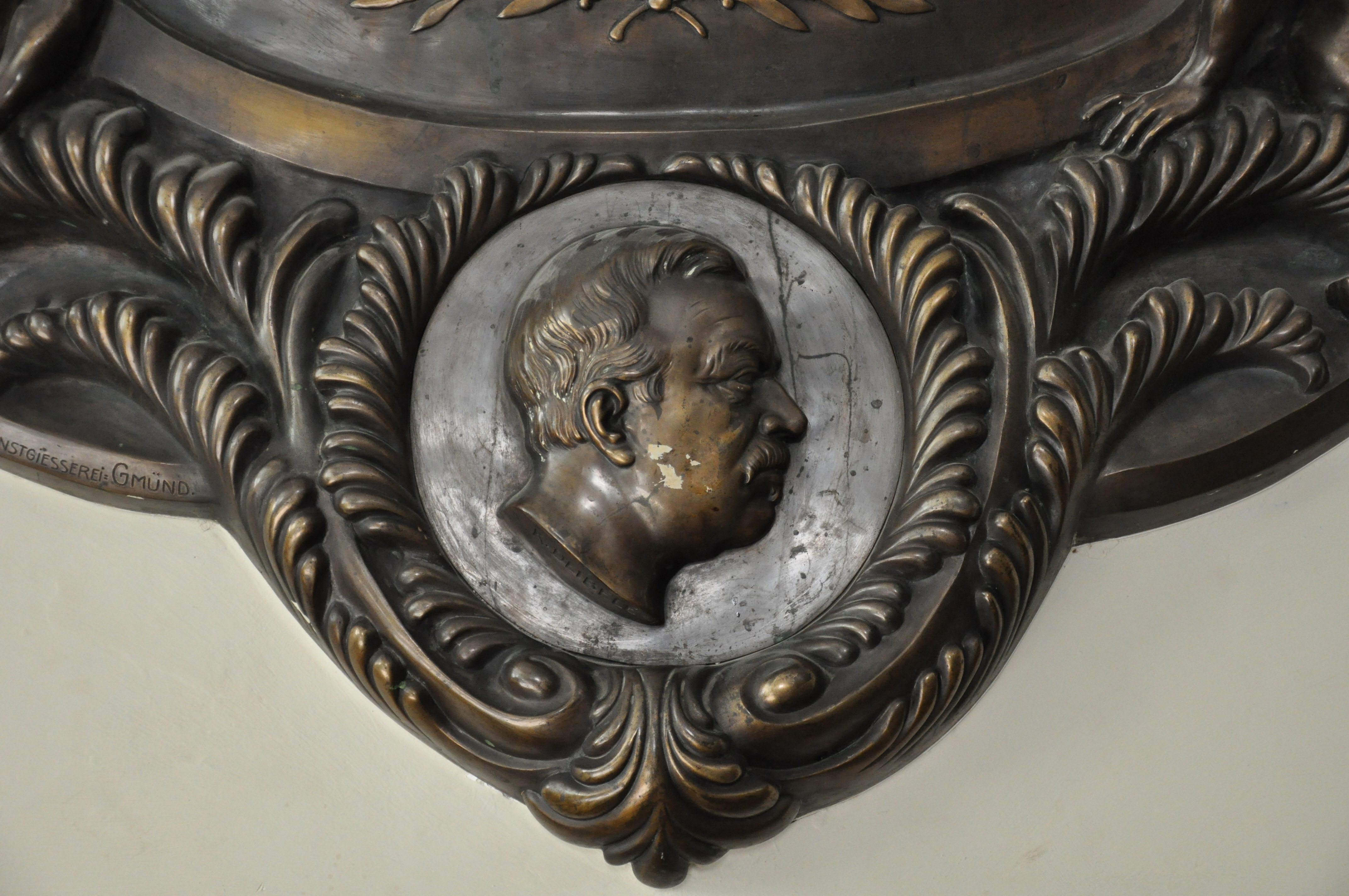
Portraitrelief des Mäzens Julius Spohn an einer Gedenktafel der Stadt Ravensburg im Spohn-Gymnasium Ravensburg

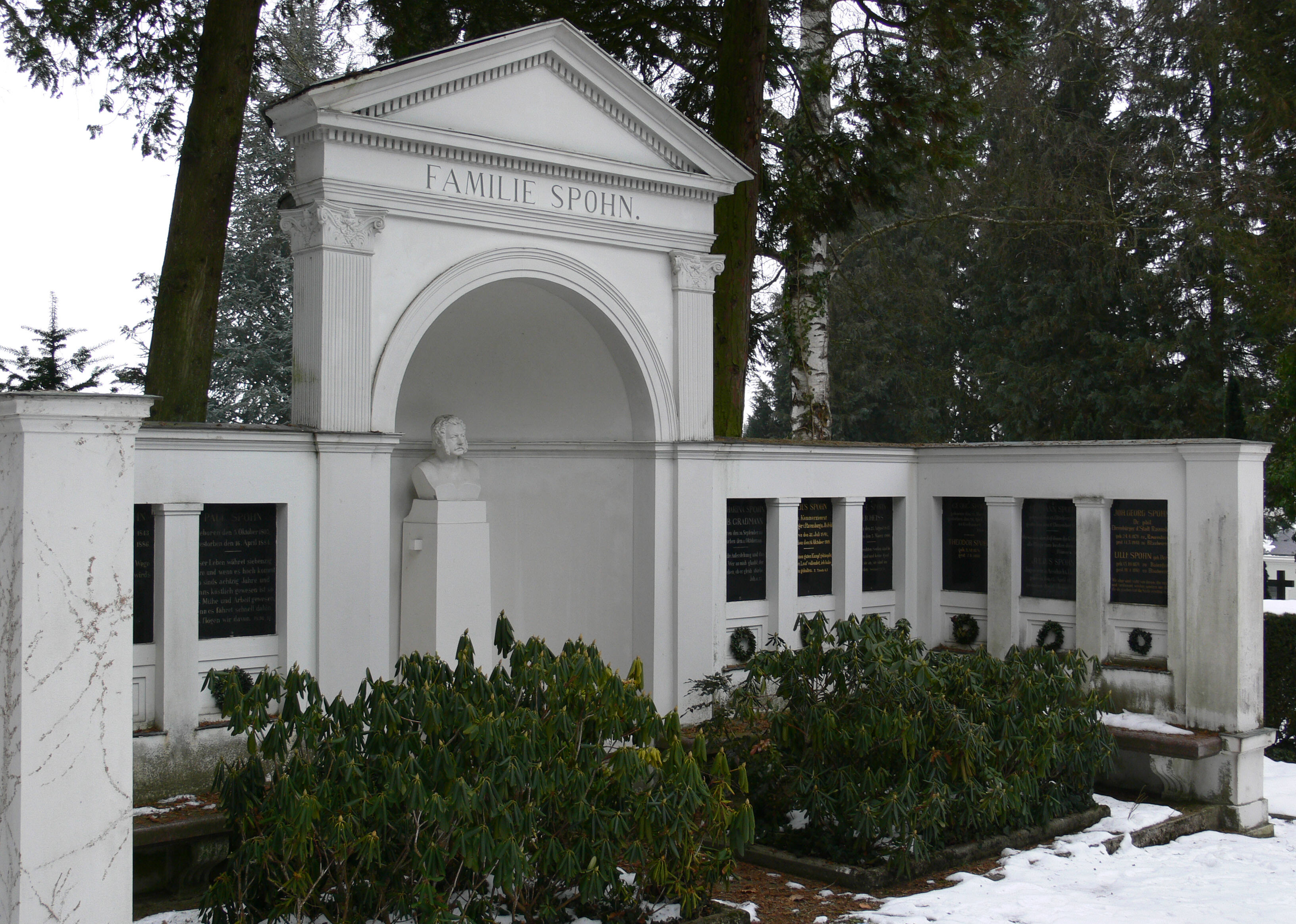
Familiengrab Spohn auf dem Hauptfriedhof Ravensburg. Die Grabplatte für Julius Spohn ist im rechten Flügel des Grabmals die zweite von links.

Julius Spohn (* 31. Juli 1841 in Ravensburg; † 16. Oktober 1919 ebenda) war ein württembergischer Mäzen, Textil- und Zementunternehmer.

## Unternehmer

### Textilien
1866 übernahm Julius Spohn gemeinsam mit seinem jüngeren Bruder Georg (1843–1886) die von ihrem Vater Christian Paul Spohn (1803–1884) 1832/1833 in Ravensburg gegründete Florettseiden- und Leinenspinnerei Gebrüder Spohn.

„Arbeiterinnen=Gesuch. Für unsere Flachsspinnerei suchen wir 20 geübte Spinnerinnen und bezahlen für die Person einen Wochenlohn je nach Leistung von 2⅓ –3½ Thlr. Die Reisevergütung findet statt bei einem Engagement von zwei Jahren. Anträge werden franco erwartet.
Gebrüder Spohn  /  Ravensburg (Württemberg.)“

1904 verlagerte Julius Spohn die Produktion aus Ravensburg nach Neckarsulm, das mit seinem Neckarhafen günstigere Transportbedingungen bot. Dort errichtete er eine moderne Jutespinnerei, deren Leitung 1919 sein Sohn Richard Spohn (1880–1959) übernahm. Ab 1922 war das Werk Neckarsulm ein Zweigwerk der Vereinigte Jutespinnereien und Webereien AG mit Sitz in Hamburg und Mannheim. Nachdem sich das Unternehmen von der Rezession der Textilindustrie in den 1970er Jahren nicht mehr hatte erholen können, wurde die Produktion 1986 eingestellt.

### Zement

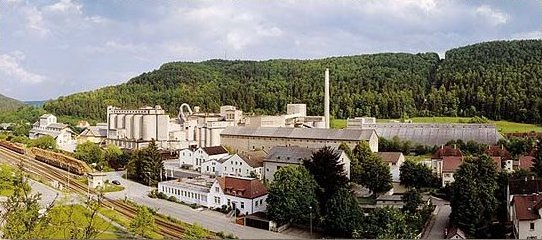
Portland-Zement Blaubeuren Gebrüder Spohn AG

Julius Spohn war außerdem gemeinsam mit seinem Bruder Georg und dem örtlichen Gastwirt Albert Ruthardt der Gründer der Zementwerke Spohn & Ruthard in Blaubeuren. 1875 wurde das Zementwerk fertiggestellt. Den ersten Zement lieferte man nach Ravensburg zum Ausbau der Spinnerei der Familie Spohn. Zunächst machte das Unternehmen jedoch wirtschaftliche Verluste, so dass Ruthardt aus dem Unternehmen ausschied. Ab 1887 konnte die Cementfabrik Blaubeuren Gebrüder Spohn dann Portlandzement gewinnbringend und in guter Qualität herstellen. Im Oktober 1900 übergab Julius Spohn die technische Leitung des Blaubeurener Zementwerks an seinen Sohn Georg Spohn.
Angesichts des durch verschärfte Konkurrenz andauernden Preisverfalls und der zugleich anstehenden Neuinvestitionen in Mahlwerke und Öfen gründete der Blaubeurer Betrieb 1903 mit den weiteren 25 süddeutschen Zementwerken ein Kartell, die Süddeutsche Cement-Verkaufstelle GmbH mit Sitz in Heidelberg.
Im folgenden Jahr wandelten Julius Spohn und sein Sohn Georg ihr Zementwerk in eine Aktiengesellschaft um, die Portland-Zement Blaubeuren Gebrüder Spohn AG. Diese wurde 1938 mehrheitlich von der Portland-Zementwerke Heidelberg AG übernommen, der späteren HeidelbergCement AG. Aber erst 1966 erfolgte die gänzliche Integration des Zementwerks Blaubeuren in den Heidelberger Zementkonzern. 1998/1999 wurde das unrentabel gewordene Zementwerk ersatzlos durch die HeidelbergCement AG stillgelegt und abgebrochen.
Die Blaubeurer Zementfabrik der Familie Spohn bildete den Grundstein des Baustoffzweigs der Merckle-Gruppe. Die Unternehmerfamilie Spohn tauschte die Anteile an ihrem Zementwerk in eine Minderheitsbeteiligung an der Portland-Zementwerke Heidelberg AG (heute HeidelbergCement AG) um. Nachdem eine Enkelin von Julius Spohn, Luise Spohn († 13. Dezember 1984 in Blaubeuren), 1931 Ludwig Merckle senior geheiratet hatte, gelangte dieses Aktienpaket in den Besitz der aus Aussig (heute Ústí nad Labem in Böhmen, Tschechien) stammenden Unternehmerfamilie Merckle. Der Sohn von Ludwig Merckle und Luise Spohn, Adolf Merckle, baute diese Beteiligung 2005 zu einer Aktienmehrheit bei der HeidelbergCement AG aus.

## Mäzen
1896/97 unterstützte Julius Spohn finanziell wesentlich den von ihm mitinitiierten Bau des Konzerthauses in Ravensburg nach Plänen der Wiener Theaterarchitekten Fellner & Helmer, das heute als bedeutendstes Ravensburger Baudenkmal aus dem späten 19. Jahrhundert gilt. Auch der dortige Theaterbetrieb ab 1897 und ein Erweiterungsbau von 1899 wurden maßgeblich von ihm finanziert.

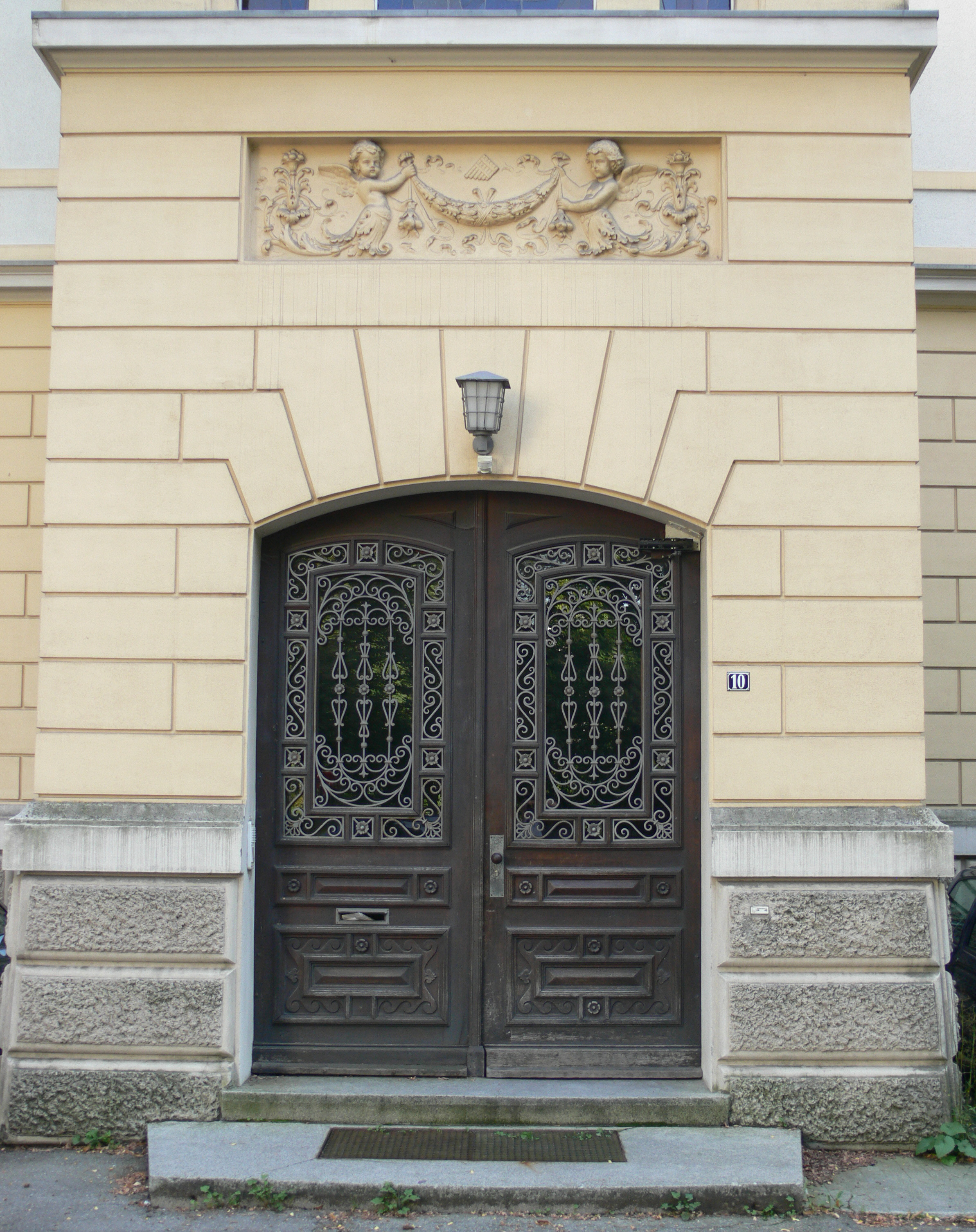
Nordportal des „Spohnschlössles“ in Ravensburg (ehemals Wohnhaus Julius Spohns, heute Teil des Welfen-Gymnasiums)

1912 konnte der damalige Ravensburger Oberbürgermeister Andreas Reichle Julius Spohn zu einer Stiftung zum Bau eines neuen Schulgebäudes bewegen, das bis 1914 auf 8000 m² ehemaligen Spohnschen Grundstücken nach Entwurf des Heilbronner Architekten Adolf Braunwald errichtet wurde und seit den 1930er Jahren Spohn-Gymnasium heißt. Julius Spohn finanzierte auch eine Sternwarte im neuen Schulgebäude für fast 5000 Mark (nach anderen Angaben 30.000 Goldmark). Der 1914 von Zeiss (Jena) bezogene Refraktor hatte einen Linsendurchmesser von 110 mm und eine Brennweite von 164 cm (2004 ersetzt durch Spiegelteleskop).
Das ehemalige Wohnhaus von Julius Spohn in Ravensburg („Spohnschlössle“) ist heute Teil des Welfengymnasiums. Julius Spohn, der an technischen Neuheiten interessiert war, soll im Spohnschlössle den ersten Telefonanschluss in Württemberg gehabt haben. 1897 wurde er Mitglied des „Vereins für vaterländische Naturkunde in Württemberg“.
Julius Spohn zählte außerdem zu den Darlehensgebern für den 1911–1913 erfolgten Bau des ersten Heilbronner Stadttheaters.

## Auszeichnungen
- Ehrentitel Geheimer Kommerzienrat.
- 1897: Ehrenbürgerwürde der Stadt Ravensburg.
- 1905: Olga-Orden.[7]
- 12. Juli 1906: Ehrenbürgerwürde der Gemeinde Ilsfeld im Landkreis Heilbronn (neben fünf weiteren Persönlichkeiten) wegen seiner Verdienste um den Wiederaufbau des Ortes nach dem großen Brand von 1904.

## Familie
Julius Spohns Eltern waren Christian Paul Spohn (1803–1884) und Katharina, geb. Gradmann (1811–1891). Er heiratete 1868 die aus Biberach an der Riß stammende Apothekerstochter Luise Heiß (1845–1900). Sie brachte eine erhebliche Mitgift mit in die Ehe. Das Ehepaar hatte sieben Kinder:
- Johann Georg Spohn (1870–1948): Zementunternehmer,
- Luise Spohn, verheiratete Kübel (1871–1955),
- Julius Spohn (1873–1928),
- Theodor Spohn (1874–1960),
- Hermann Spohn (1876–1923): Gründete das Karosseriebauunternehmen „Hermann Spohn“,
- Richard Spohn (1880–1959): Textilunternehmer.
- Karl Spohn (1887–1983): Gründete 1920 zusammen mit David Burkhardt in Blaubeuren die Elektromotorenfabrik (später elektrotechnische Fabrik) „Spohn & Burkhardt“.

1886 verstarb Julius Spohns Bruder Georg nur drei Jahre nach seiner Frau Auguste. Einem Versprechen gemäß, nahm Julius Spohn die nun zu Vollwaisen gewordenen acht Kinder seines Bruders zu den sieben eigenen in seiner Villa auf.